# Thora Knudsen

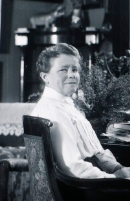
Thora Knudsen (1918)

Thora Alvilda Knudsen (1861–1950) foi uma enfermeira dinamarquesa, activista dos direitos das mulheres e filantropa . Ela tornou-se num membro activo da Organização de Enfermeiras Dinamarquesas desde o seu estabelecimento em 1899 e, fazendo campanha pelo sufrágio feminino, foi eleita para servir como membro do Conselho Municipal de Copenhaga (Borgerrepræsentation) em 1909, depois de as mulheres terem sido autorizadas a participar nas eleições municipais. Uma oradora frequente nas reuniões da Sociedade de Mulheres Dinamarquesas, ela serviu no conselho a partir de 1911. Como filantropa, apoiou várias organizações de ajuda humanitária incluindo a Diakonissestiftelsen e a Cruz Vermelha Dinamarquesa .